# Molnár Károly (gépészmérnök)
Molnár Károly (Budapest, 1944. február 24. – Budapest, 2013. július 23.) Széchenyi-díjas magyar gépészmérnök, egyetemi tanár, 2008 és 2009 között tárca nélküli miniszter.

## Tanulmányai
1962-ben érettségizett, majd felvették a Budapesti Műszaki Egyetem Gépészmérnöki Karára, ahol 1967-ben végzett. 1971-ben doktorált.

## Oktatói pályafutása
Az egyetem vegyipari és élelmiszeripari gépek tanszékén kapott tanársegédi állást, majd 1971-ben adjunktus, 1978-ban pedig egyetemi docens lett. 1988-ban a tanszék vezetőjévé választották, majd három évvel később megkapta egyetemi tanári kinevezését.
1991-ben a Gépészmérnöki Kar dékánhelyettesévé, 1994-ben a kar dékánjává választották, 2000-ben egyidejűleg a BME oktatási rektorhelyettese is lett. 2004-ben az egyetem rektori pozícióját szerezte meg, melyet 2008-ig viselt.
Az MTA Műszaki Kémiai Komplex Bizottságának társelnöke, az Energiagazdálkodási Tudományos Egyesület Műszaki Tudományos Tanácsának elnöke és a Magyar Professzorok Világtanácsa elnökségének tagja volt.
Kutatási területe a vegyipari és élelmiszeripari eljárások és berendezések vizsgálata és a transzportfolyamatok.
A műszaki tudományok kandidátusa 1979-ben, doktora pedig 1991-ben lett.

## Közéleti pályafutása
1994 és 1998 között a Tiszai Vegyi Kombinát Rt. igazgatóságában dolgozott, 1996-ig annak elnöke, 1998-ig elnökhelyettese volt. 2002-től a Paksi Atomerőmű Zrt. igazgatóságának elnöke volt 2008-ig.
2005-ben a Magyar Innovációs Szövetség elnökségi tagjává, 2006-ban a Magyar Rektori Konferencia elnökévé választották. 2008-ban Gyurcsány Ferenc behívta kisebbségi kormányába az újonnan alakított kutatásfejlesztésért felelős tárca nélküli miniszter posztjára. Hivatalát 2008. május 5-én foglalta el, emiatt lemondott a Rektori Konferencia elnöki posztjáról. A Bajnai-kormány megalakulásakor megszüntették tisztségét, feladatait a Nemzeti Fejlesztési és Gazdasági Minisztérium vette át.

## Családja
Nős, két felnőtt (egy lány, egy fiú) gyermek édesapja.

## Tudományos díjai, elismerései
- Kiváló Feltaláló (1986, 1991)
- Eötvös Loránd-díj (1996)
- A Magyar Köztársasági Érdemrend középkeresztje (2005)
- Széchenyi-díj (2007)

## Főbb publikációi
- Szárítási kézikönyv (társszerző, 1974)
- Számítástechnika a kémiában és a vegyiparban (társszerző, 1984)
- Transzportfolyamatok (társszerző, 1986)
- Studies in Computer – Modelling, Design and Operation (társszerző, 1992)